# 한 (드라마)
《한(恨)》은 1982년 8월 14일부터 1982년 8월 15일까지 MBC에서 방영된 8.15 특집 드라마로, 한국인 재발견 시리즈 중 첫 번째 드라마다.

## 줄거리
단재 신채호는 충남 대덕군 산내면 어낭리에서 비록 찢어지게 가난하나 선비집안의 기품어린 집안에서 1880년 태어난다. 단재의 나이 서른. 압록강을 건너 만주를 거쳐 블라디보스톡에 정착한다.
《해조신문》, 《권업신문》 등에서 민족혼의 불같은 필치로 한인들의 분발과 단결을 독려하나 망명인사들의 내분을 자못 고통스러워하던 그는 상해에서 온 예관의 편지를 접한다.

## 등장 인물
- 이정길 : 신채호 역
- 박규채 : 신채호의 조부 신성우 역
- 김소원 : 신채호의 모친 역
- 오미연 : 풍양 조씨 역
- 엄유신 : 박자혜 역
- 차윤회 : 생부 신광식 역
- 전운 : 신익희 역
- 한인수 : 안창호 역
- 최불암 : 이승만 역
- 김무생 : 신규식 역
- 이영후 : 김구 역
- 남성훈
- 강계식
- 고설봉
- 최명수 : 박은식 역
- 유춘
- 이묵원 : 김규식 역
- 정욱 : 이회영 역
- 김용림 : 이은숙 역
- 박광남 : 이갑 역
- 신충식 : 조소앙 역
- 임문수 : 양기탁 역
- 박경현 : 의사 역
- 나영진 : 이동녕 역
- 유판웅
- 홍민우
- 임정하
- 정대홍
- 이종환
- 정태섭
- 문회원
- 정한헌 : 김상옥 역
- 방훈
- 정애리
- 신국
- 진유영 : 이광수 역
- 백인철
- 남영진 : 변영만 역
- 사상기 : 임치정 역
- 이종환
- 홍성선
- 신명철
- 김두삼
- 박희우
- 장보규 : 장도빈 역
- 김홍석
- 이원용 : 신채호의 형 신재호 역
- 전희룡
- 최선균
- 홍은성
- 전호진 : 신수범 역
- 김성용
- 박헌성
- 박희정
- 김진만
- 최응찬 : 해설